# Myriads
Myriads es una banda de metal gótico de Noruega. Myriads se formó en septiembre de 1997, en Stavanger, en la costa oeste de Noruega.

## Biografía
La música de Myriads es una fusión entre el metal y los sonidos clásicos . También contiene algunos elementos de la música folclórica y tiene algunas partes industriales. Sus letras están escritas por Alexander Twiss y Mona Undheim Skottene y se basan en la psicología, la filosofía y los sueños, con elementos dramáticos. Especialmente en Introspection, las letras están más fuertemente inspiradas en la psicología que las letras en In Spheres Without Time .En julio de 1998, Myriads grabó un CD de demostración de cuatro pistas titulado In Spheres Without Time en Mansion Studio en Stavanger, producido por Øyvind Grødem. El CD de demostración se ha agotado.
El 9 de abril de 1999 Myriads firmó un contrato discográfico con Napalm Records . En junio grabaron su primer álbum de larga duración, también titulado "In Spheres Without Time" en Mansion Studio. El álbum fue producido por Myriads y Øyvind Grødem, y masterizado en Masterhuset. Fue lanzado en todo el mundo el 22 de noviembre de 1999.En marzo de 2001, Myriads grabó su segundo álbum, titulado Introspection, en Tico Tico Studio ( Children of Bodom, Sentenced and Impaled Nazarene ) en Finlandia . Fue producido por Myriads y diseñado por Ahti Kortelainen en 5 semanas. Introspection fue mezclado por Ahti Kortelainen y Alexander Twiss en una semana a fines de agosto de 2001. Introspection fue masterizado por Göran Finnberg en The Mastering Room en enero de 2002.
El material de Introspección es más variado que el de En esferas sin tiempo . Todos los miembros de Myriads se han desarrollado progresivamente como músicos, y la música es algo más técnica ahora que antes. Algunas canciones son más rápidas y pesadas que las canciones de In Spheres Without Time . En contraste, "Inside" consta de las voces de Mona y Alexander junto con un piano, un coro masculino, un sexteto de cuerdas y una guitarra acústica. La guitarra acústica se usa con más frecuencia en Introspection que en In Spheres Without Time . "Falling in the Equinox" es una canción totalmente acústica con las voces de Mona y Alexander. También hay algunas partes industriales en "Enigmatic Colors of the Night" y "Miserere Mei".
En el otoño de 2003, Myriads y Mikael Stokdal acordaron tomar caminos separados debido a diferentes intereses musicales. Mikael ahora toca en la banda de death metal Dawn of Retaliation.
Myriads está trabajando actualmente con las canciones de su tercer álbum.

## Alineación

### Miembros actuales
- Alexander Twiss (voz limpia, voz muerta, guitarra eléctrica y guitarras acústicas con cuerdas de acero y nailon)
- Mona Undheim Skottene (voz, piano principal y teclados)
- JP (guitarra eléctrica y guitarras acústicas con cuerdas de nailon y acero)
- Rudi Jünger (batería y percusión)

### Integrantes anteriores
- Mikael Stokdal (voz negra, teclados y piano)

## Discografía
- In Spheres Without Time (1998) - grabación de demostración
- En Esferas sin tiempo (1999)
- Introspección (2002)